# Récompenses des Cavaliers de Cleveland
Les Cavaliers de Cleveland sont une franchise de basket-ball américaine évoluant dans la National Basketball Association. Cet article regroupe l'ensemble des récompenses des Cavaliers de Cleveland durant les saisons NBA.

## Titres de l'équipe

### Champions NBA
Les Cavaliers ont gagné un titre de champion NBA : 2016.

### Champion de conférence
Ils ont glané 5 titres de champion de la Conférence Est : 2007, 2015, 2016, 2017, 2018.

### Champion de division
Les Cavaliers ont été 8 fois champion de division : 1976, 2009, 2010, 2015, 2016, 2017, 2018 et 2025.
Ces 8 titres ont été obtenus au sein de la division Centrale.

## Titres individuels

### MVP
- LeBron James (x2) – 2009, 2010

### MVP des Finales
- LeBron James – 2016

### Rookie de l'année
- LeBron James – 2004
- Kyrie Irving – 2012

### Défenseur de l'année
- Evan Mobley – 2025

### Entraîneur de l'année
- Bill Fitch – 1976
- Mike Brown – 2009
- Kenny Atkinson – 2025

### Exécutif de l'année
- Wayne Embry (x2) – 1992, 1998

### NBA Sportsmanship Award
- Terrell Brandon – 1997

### J. Walter Kennedy Citizenship Award
- Austin Carr – 1980
- Eric Snow – 2005
- Luol Deng – 2014
- LeBron James – 2017

## Hall of Fame

### Joueurs
6 hommes ayant joué aux Cavaliers principalement, ou de façon significative pendant leur carrière ont été introduits au Basketball Hall of Fame (également appelé Naismith Memorial Basketball Hall of Fame).
| Joueur           | Activité aux Cavaliers | Activité aux Cavaliers | Hall of Fame        |
| Joueur           | Années                 | Titres avec Cleveland  | Année intronisation |
| ---------------- | ---------------------- | ---------------------- | ------------------- |
| Nate Thurmond    | 1975–1977              | 0                      | 1985                |
| Walt Frazier     | 1977–1980              | 0                      | 1987                |
| Lenny Wilkens    | 1972–1974              | 0                      | 1989                |
| Shaquille O'Neal | 2009–2010              | 0                      | 2016                |
| Ben Wallace      | 2008–2009              | 0                      | 2021                |
| Dwyane Wade      | 2017–2018              | 0                      | 2023                |

### Entraineurs, managers et contributeurs
| Personnalité  | Activité aux Cavaliers | Activité aux Cavaliers |                 | Hall of Fame        | Hall of Fame |
| Personnalité  | Années                 | Titres avec Cleveland  | Fonction        | Année intronisation | Qualité      |
| ------------- | ---------------------- | ---------------------- | --------------- | ------------------- | ------------ |
| Chuck Daly    | 1981–1982              | 0                      | entraîneur      | 1994                | contributeur |
| Lenny Wilkens | 1986–1993              | 0                      | entraîneur      | 1998                | entraîneur   |
| Wayne Embry   | 1986–1999              | 0                      | manager général | 1999                | contributeur |
| Bill Fitch    | 1970–1979              | 0                      | entraîneur      | 2019                | entraîneur   |
| George Karl   | 1984–1986              | 0                      | entraîneur      | 2022                | entraîneur   |

## Maillots retirés
Les maillots retirés de la franchise de Cleveland sont les suivants :
- 7 - Bingo Smith
- 11 - Žydrūnas Ilgauskas
- 22 - Larry Nance
- 25 - Mark Price
- 34 - Austin Carr
- 42 - Nate Thurmond
- 43 - Brad Daugherty

## Récompenses du All-Star Week-End

### Sélections au All-Star Game
Liste des joueurs sélectionnés pour le All-Star Game, en tant que joueur des Cavaliers de Cleveland :
- John Johnson (x2) – 1971, 1972
- Butch Beard – 1972
- Austin Carr – 1974
- Campy Russell – 1979
- Mike Mitchell – 1981
- Brad Daugherty (x5) – 1988, 1989, 1991, 1992, 1993
- Larry Nance (x2) – 1989, 1993
- Mark Price (x4) – 1989, 1992, 1993, 1994
- Tyrone Hill – 1995
- Terrell Brandon (x2) – 1996, 1997
- Shawn Kemp – 1998
- Žydrūnas Ilgauskas (x2) – 2003, 2005
- LeBron James (x10) – 2005, 2006, 2007, 2008, 2009, 2010, 2015, 2016, 2017, 2018
- Mo Williams – 2009
- Kyrie Irving (x4) – 2013, 2014, 2015, 2017
- Kevin Love (x2) – 2017, 2018
- Jarrett Allen – 2022
- Darius Garland (x2) – 2022, 2025
- Donovan Mitchell (x3) – 2023, 2024, 2025
- Evan Mobley – 2025

### MVP du All-Star Game
- LeBron James (x3) – 2006, 2008, 2018
- Kyrie Irving – 2014

### Entraîneur au All-Star Game
- Lenny Wilkens – 1989
- Mike Brown – 2009
- Tyronn Lue – 2016

### Vainqueur du concours à 3 points
- Mark Price (x2) – 1993, 1994
- Kyrie Irving – 2013

### Vainqueurs du Skills Challenge
- Jarrett Allen, Darius Garland, Evan Mobley – 2022
- Donovan Mitchell, Evan Mobley – 2025

## Distinctions en fin d'année

### All-NBA Team

#### All-NBA First Team
- Mark Price – 1993
- LeBron James (x8) – 2006, 2008, 2009, 2010, 2015, 2016, 2017, 2018
- Donovan Mitchell – 2025

#### All-NBA Second Team
- LeBron James (x2) – 2005, 2007
- Donovan Mitchell – 2023
- Evan Mobley – 2025

#### All-NBA Third Team
- Mark Price (x3) – 1989, 1992, 1994
- Brad Daugherty – 1992
- Kyrie Irving – 2015

### NBA All-Rookie Team

#### NBA All-Rookie First Team
- Austin Carr – 1972
- Dwight Davis – 1973
- Brad Daugherty – 1987
- Ron Harper – 1987
- John Williams – 1987
- Žydrūnas Ilgauskas – 1998
- Brevin Knight – 1998
- Andre Miller – 2000
- LeBron James – 2004
- Kyrie Irving – 2012
- Dion Waiters – 2013
- Evan Mobley – 2022

#### NBA All-Rookie Second Team
- Terrell Brandon – 1992
- Derek Anderson – 1998
- Cedric Henderson – 1998
- Chris Mihm – 2001
- Carlos Boozer – 2003
- Tristan Thompson – 2012
- Tyler Zeller – 2013
- Collin Sexton – 2019
- Isaac Okoro – 2021

### NBA All-Defensive Team

#### NBA All-Defensive First Team
- Larry Nance – 1989
- LeBron James (x2) – 2009, 2010
- Evan Mobley (x2) – 2023, 2025

#### NBA All-Defensive Second Team
- Jim Brewer (x2) – 1976, 1977
- Jim Cleamons – 1976
- Larry Nance (x2) – 1992, 1993
- Bobby Phills – 1996
- Anderson Varejão – 2010